# Regió d'Imboden
La Regió d'Imboden és una de les 11 regions del cantó dels Grisons (Suïssa). És una regió bilingüe amb l'alemany i el romanx com a llengua oficial i està format per 7 municipis repartits en 2 cercles comunals. Té una població de 17902 habitants (cens de 2007) i una superfície de 203,81 km². El cap de la regió és Domat/Ems.

## Municipis
| Cercle de Rhäzüns | Cercle de Rhäzüns | Cercle de Rhäzüns    | Cercle de Rhäzüns | Cercle de Rhäzüns |
| Escut             | Nom               | Població (Des. 2007) | Superfície in km² | Núm. OFS          |
| ----------------- | ----------------- | -------------------- | ----------------- | ----------------- |
| Bonaduz           | Bonaduz           | 2637                 | 14.40             | 3721              |
| Domat/Ems         | Domat/Ems         | 7064                 | 24.22             | 3722              |
| Rhäzüns           | Rhäzüns           | 1233                 | 13.37             | 3723              |

| Cercle de Trins | Cercle de Trins | Cercle de Trins      | Cercle de Trins   | Cercle de Trins |
| Escut           | Nom             | Població (Des. 2007) | Superfície in km² | Núm. OFS        |
| --------------- | --------------- | -------------------- | ----------------- | --------------- |
| Felsberg        | Felsberg        | 2081                 | 13.40             | 3731            |
| Flims           | Flims           | 2576                 | 50.51             | 3732            |
| Tamins          | Tamins          | 1135                 | 40.74             | 3733            |
| Trin            | Trin            | 1176                 | 47.17             | 3734            |